# Europeiska inomhusmästerskapen i friidrott 2023 – Damernas 800 meter
Damernas 800 meter vid europeiska inomhusmästerskapen i friidrott 2023 avgjordes mellan den 2 och 5 mars 2023 på Ataköy Athletics Arena i Istanbul i Turkiet.

## Medaljörer
| Guld                            | Silver                 | Brons                      |
| Keely Hodgkinson Storbritannien | Anita Horvat Slovenien | Agnès Raharolahy Frankrike |

## Rekord
| Innan tävlingens start fanns följande rekord | Innan tävlingens start fanns följande rekord | Innan tävlingens start fanns följande rekord | Innan tävlingens start fanns följande rekord | Innan tävlingens start fanns följande rekord |
| -------------------------------------------- | -------------------------------------------- | -------------------------------------------- | -------------------------------------------- | -------------------------------------------- |
| Världsrekord                                 | Jolanda Čeplak (SLO)                         | 1.55,82                                      | Wien, Österrike                              | 3 mars 2002                                  |
| Europeiskt rekord                            | Jolanda Čeplak (SLO)                         | 1.55,82                                      | Wien, Österrike                              | 3 mars 2002                                  |
| Mästerskapsrekord                            | Jolanda Čeplak (SLO)                         | 1.55,82                                      | Wien, Österrike                              | 3 mars 2002                                  |
| Världsårsbästa                               | Keely Hodgkinson (GBR)                       | 1.57,18                                      | Birmingham, Storbritannien                   | 25 februari 2023                             |
| Europaårsbästa                               | Keely Hodgkinson (GBR)                       | 1.57,18                                      | Birmingham, Storbritannien                   | 25 februari 2023                             |

## Program
Alla tider är lokal tid (UTC+03:00).
| Datum       | Tid   | Omgång      |
| ----------- | ----- | ----------- |
| 2 mars 2023 | 19:40 | Försöksheat |
| 4 mars 2023 | 19:15 | Semifinal   |
| 5 mars 2023 | 20:35 | Final       |

## Resultat

### Försöksheat
De två första i varje heat 0Q0 samt de två snabbaste tiderna 0q0 kvalificerade sig för semifinalerna.
| Placering | Heat | Namn                   | Nationalitet   | Tid     | Noteringar |
| --------- | ---- | ---------------------- | -------------- | ------- | ---------- |
| 1         | 3    | Keely Hodgkinson       | Storbritannien | 2.01,67 | 0Q0        |
| 2         | 3    | Majtie Kolberg         | Tyskland       | 2.01,94 | 0Q0, 0PB0  |
| 3         | 3    | Eloisa Coiro           | Italien        | 2.02,19 | 0q0        |
| 4         | 2    | Anita Horvat           | Slovenien      | 2.03,06 | 0Q0        |
| 5         | 1    | Isabelle Boffey        | Storbritannien | 2.03,24 | 0Q0        |
| 6         | 2    | Gabriela Gajanová      | Slovakien      | 2.03,25 | 0Q0        |
| 7         | 1    | Bianka Kéri            | Ungern         | 2.03,26 | 0Q0        |
| 8         | 2    | Lore Hoffmann          | Schweiz        | 2.03,34 | 0q0        |
| 9         | 3    | Hedda Hynne            | Norge          | 2.03,34 | 0SB0       |
| 10        | 1    | Annemarie Nissen       | Danmark        | 2.03,70 | 0PB0       |
| 11        | 3    | Valentina Rosamilia    | Schweiz        | 2.04,14 |            |
| 12        | 2    | Daniela García         | Spanien        | 2.04,20 |            |
| 13        | 5    | Agnès Raharolahy       | Frankrike      | 2.04,56 | 0Q0        |
| 14        | 5    | Lorea Ibarzabal        | Spanien        | 2.04,63 | 0Q0        |
| 15        | 1    | Charlotte Pizzo        | Frankrike      | 2.04,89 |            |
| 16        | 5    | Elena Bellò            | Italien        | 2.05,06 |            |
| 17        | 5    | Veronika Sadek         | Slovenien      | 2.05,32 |            |
| 18        | 5    | Angelika Sarna         | Polen          | 2.05,50 |            |
| 19        | 4    | Audrey Werro           | Schweiz        | 2.05,60 | 0Q0        |
| 20        | 4    | Léna Kandissounon      | Frankrike      | 2.05,80 | 0Q0        |
| 21        | 4    | Margarita Koczanowa    | Polen          | 2.06,00 |            |
| 22        | 5    | Julia Nielsen          | Sverige        | 2.06,33 |            |
| 23        | 4    | Wilma Nielsen          | Sverige        | 2.06,79 |            |
| 24        | 1    | Jerneja Smonkar        | Slovenien      | 2.06,94 |            |
| 25        | 4    | Patricia Silva         | Portugal       | 2.07,58 |            |
| 26        | 4    | Tuğba Toptaş           | Turkiet        | 2.08,14 |            |
| 27        | 2    | Cristina Daniela Balan | Rumänien       | 2.08,92 |            |
| 28        | 2    | Malin Ingeborg Nyfors  | Norge          | 2.14,93 |            |

### Semifinaler
De tre första i varje heat 0Q0 samt de två snabbaste tiderna 0q0 kvalificerade sig för finalen.
| Placering | Heat | Namn              | Nationalitet   | Tid     | Noteringar |
| --------- | ---- | ----------------- | -------------- | ------- | ---------- |
| 1         | 1    | Keely Hodgkinson  | Storbritannien | 2.00,05 | 0Q0        |
| 2         | 1    | Audrey Werro      | Schweiz        | 2.01,19 | 0Q0        |
| 3         | 1    | Lorea Ibarzabal   | Spanien        | 2.01,25 | 0Q0        |
| 4         | 1    | Agnès Raharolahy  | Frankrike      | 2.01,31 | 0q0        |
| 5         | 1    | Majtie Kolberg    | Tyskland       | 2.01,49 | 0q0, 0PB0  |
| 6         | 1    | Gabriela Gajanová | Slovakien      | 2.01,70 | 0NR0       |
| 7         | 2    | Anita Horvat      | Slovenien      | 2.03,11 | 0Q0        |
| 8         | 2    | Lore Hoffmann     | Schweiz        | 2.03,19 | 0Q0        |
| 9         | 2    | Eloisa Coiro      | Italien        | 2.03,31 | 0Q0        |
| 10        | 2    | Bianka Kéri       | Ungern         | 2.03,36 |            |
| 11        | 2    | Léna Kandissounon | Frankrike      | 2.03,58 |            |
| 12        | 2    | Isabelle Boffey   | Storbritannien | 2.03,94 |            |

### Final
Finalen startade klockan 20:35.
| Placering | Bana | Namn             | Nationalitet   | Tid     | Noteringar |
| --------- | ---- | ---------------- | -------------- | ------- | ---------- |
| 1         | 6    | Keely Hodgkinson | Storbritannien | 1.58,66 |            |
| 2         | 5    | Anita Horvat     | Slovenien      | 2.00,54 |            |
| 3         | 1    | Agnès Raharolahy | Frankrike      | 2.00,85 |            |
| 4         | 3    | Lorea Ibarzabal  | Spanien        | 2.00,87 | 0PB0       |
| 5         | 4    | Audrey Werro     | Schweiz        | 2.00,91 |            |
| 6         | 3    | Lore Hoffmann    | Schweiz        | 2.01,22 | 0PB0       |
| 7         | 2    | Eloisa Coiro     | Italien        | 2.02,80 |            |
| 8         | 2    | Majtie Kolberg   | Tyskland       | 2.03,65 |            |